# Wolfsgarten (Erzgebirge)

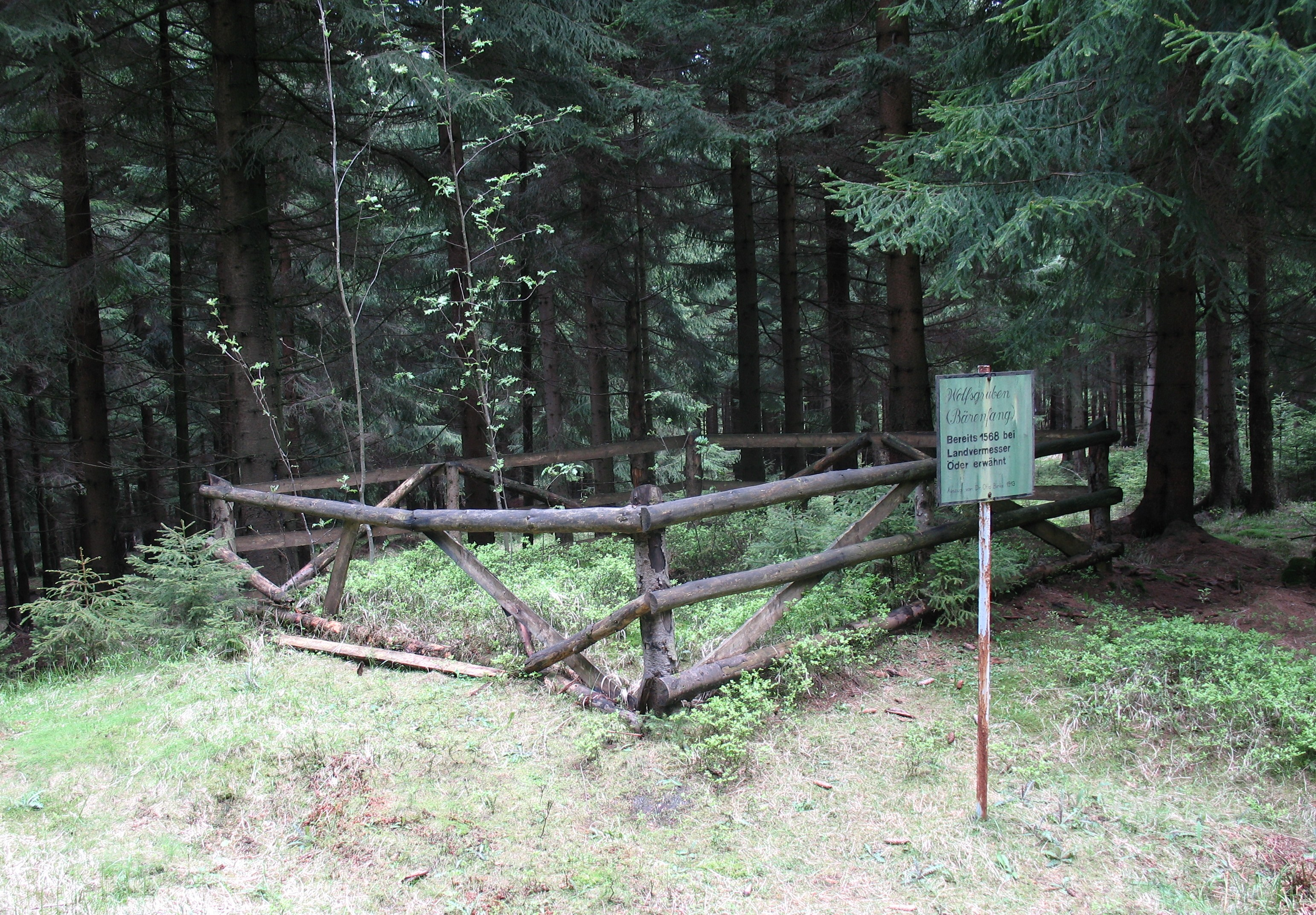
Wolfsgrube im Wald zwischen Sehmatal-Neudorf und Crottendorf

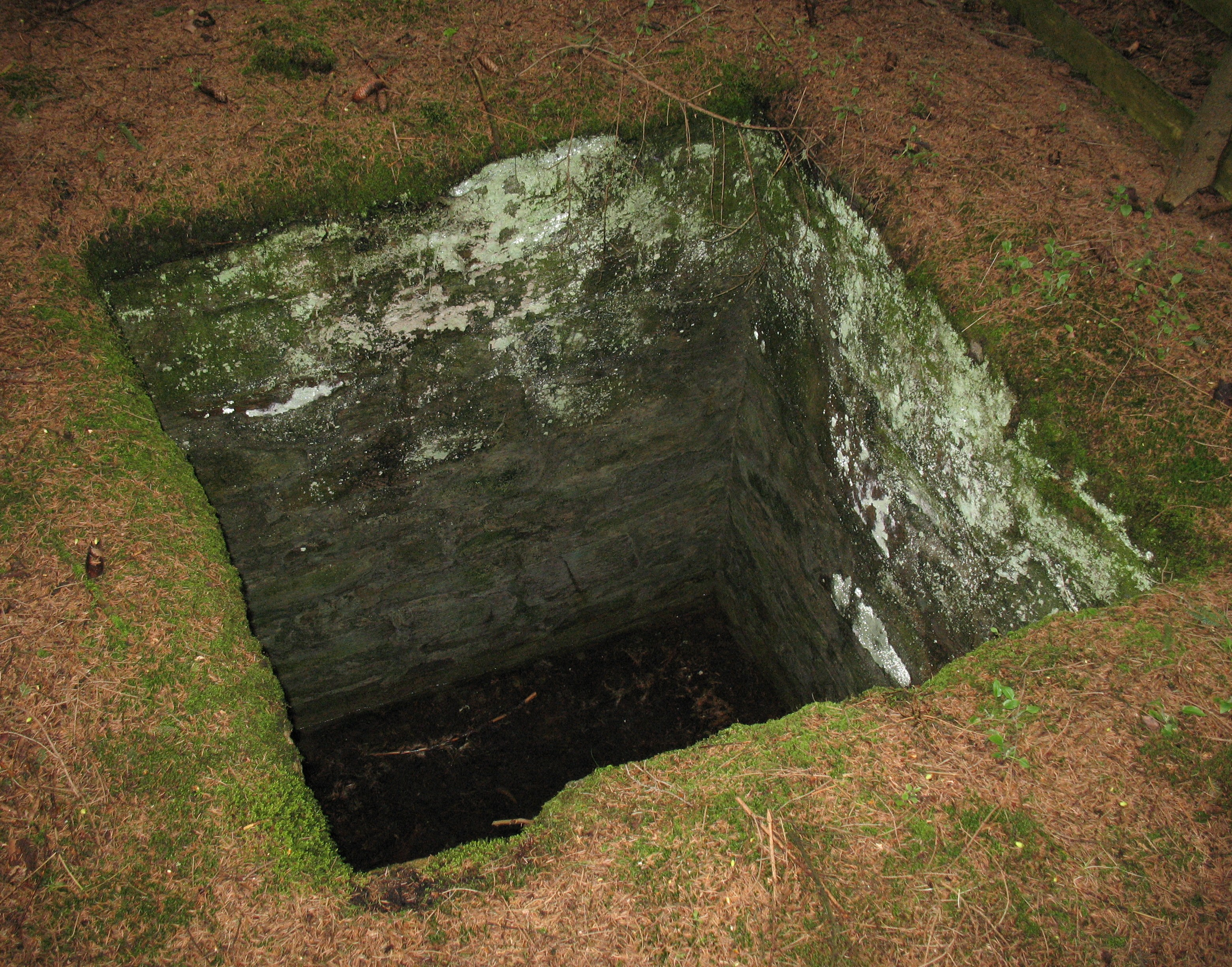
Blick in eine Wolfsgrube

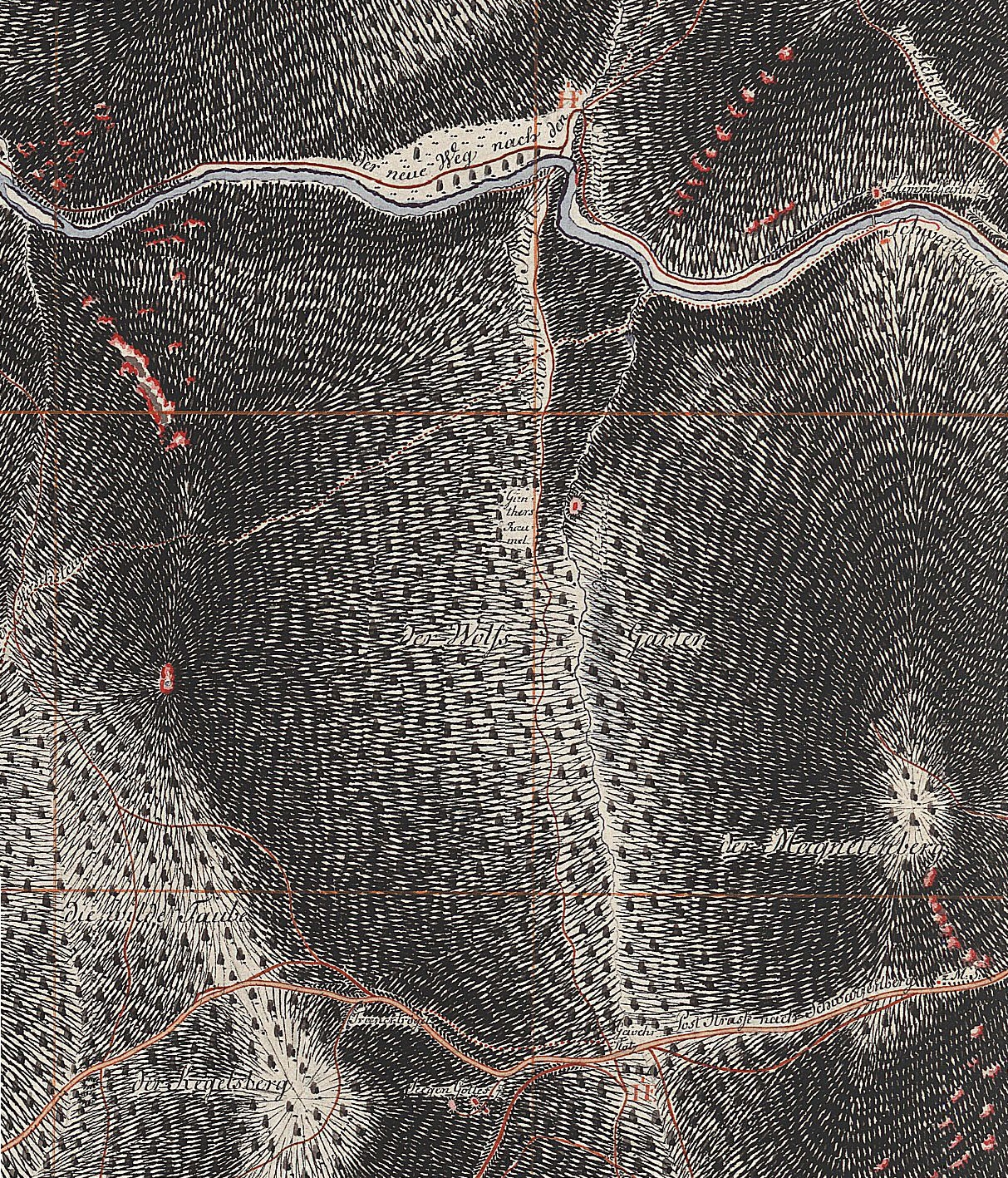
Wolfsgarten nordwestlich des Magnetenbergs auf einer Karte von 1791

Der Wolfsgarten zwischen Crandorf und Breitenbrunn im Erzgebirge war eine Anlage zum Fangen von Wölfen. Die auch als Wolfsgrube bezeichnete Anlage befand sich in den Abteilungen 131 bis 133 des früheren Breitenbrunner Staatsforstreviers im Waldgebiet zwischen Crandorf und Breitenbrunn, etwas südwestlich vom heutigen Breitenbrunner Ortsteil Antonshöhe.

## Ortsbezeichnung
Siegfried Sieber berichtet, das Gebiet zwischen Kegelberg und dem Schwarzwasser sei nach früheren Fanggruben „Wolfsgarten“ oder „Wolfsgrube“ genannt worden.
Dass die eingangs erwähnte Anlage noch im 17. Jahrhundert zum Fangen von Wölfen benutzt wurde, geht aus einem Schriftstück im Sächsischen Staatsarchiv – Hauptstaatsarchiv Dresden hervor.
In einem Gesuch vom 2. April 1658 bat die Crandorfer Gemeinde die Bergkanzlei am kurfürstlichen Hof in Dresden um die Befreiung von der Teilnahme an der Wolfjagd, denn der Einsatz der Einwohner bei der Jagd war gefährlich und behinderte den Arbeitsalltag. Der Großteil der Crandorfer, die in dieser Zeit in 16 Bauerngütern und 15 kleinen Häusern lebten, war im Bergbau beschäftigt, der während der Jagdzeit ruhen musste. Außerdem musste das für die Zäune des Wolfsgartens notwendige Holz von den Crandorfer Bergleuten gefällt und bezahlt werden. Am 7. Mai 1658 erhielt der Schwarzenberger Amtsschösser aus Dresden den Befehl, dass die Crandorfer zu vertrösten seien, bis zur Regelung der Wolfsjagd im gesamten Kurfürstentum Sachsen eine neue Anweisung erteilt werden würde.
Johann Christoph Adelung bezeichnet in seinem „Grammatisch-Kritischen Wörterbuch der Hochdeutschen Mundart“ einen Wolfsgarten  als „ein eingeschlossener Platz in einem Walde, Wölfe darin zu fangen“.

## Wolfsdichte im Erzgebirge
Insbesondere während des Dreißigjährigen Krieges hatte sich die Zahl der Wölfe so vermehrt, dass versucht wurde, mit allen Mitteln Wölfe zu bejagen. Jeder Mann war zur Teilnahme an der Wolfsjagd, die Bauern als Treiber,  verpflichtet. Dieser „Wolfsdienst“ bestand noch im 18. Jahrhundert. Selbst in der unmittelbaren Nähe von Menschen rissen Wölfe insbesondere Hochwild.  Wegen der hohen Wolfsdichte mussten im Winter, wenn die hungrigen Wölfe bis in die Siedlungen kamen, die Erdgeschossfenster der Häuser „der wolfen halber“ mit Eisengittern geschützt werden.
Christian Lehmann berichtet in Ausführliche Beschreibung Des Meißnischen Ober-Ertzgebürges, 1747 posthum erschienen, in drei Kapiteln über Wölfe, die Jagd auf Wölfe und Fälle der Errettung von Menschen bei Wolfsbegegnungen (Cap. XIII „Von Wölffen“ und Cap. XIV „Wunderliche Wolffs-Geschichten“, Cap. XV „Vom beschwerlichen Wolffs-Fangs wie auch wunderbarer Errettung von Wölffen“).

## Methoden der Wolfsjagd
Zum Wolfsfang wurden verschiedene Einrichtungen verwendet. Der Wolfsgarten wurde entweder mit einer viereckigen Umzäunung mit einer Öffnung versehen, in die der Wolf bei kurfürstlichen Jagden von Männern aus den umliegenden Orten getrieben wurden. Im umzäunten Areal konnte dann der Wolf vom Kurfürsten oder seinen Jägern leicht erlegt werden. Auch anderes Wild wurde auf diese Weise gejagt. Auch das Aufstellen von Netzen wurde praktiziert. Treiberketten, zu denen die Bauern der Umgebung verpflichtet wurden, trieben die Wölfe in die Netze. Vorher spürten Jäger beim ersten Neuschnee die Wölfe auf. In Rechnungen von Schlossherren tauchen Posten wie „Uffn Wald den wolfen nachgegangen“ auf. Auch „Schwanenhälse“, zangenartige Eisen, wurden bei den Wolfsjagden eingesetzt. Wölfe, die in die Fanganlagen gerieten, wurden mit Äxten und Knüppeln erschlagen.
Eine andere Möglichkeit des Anlegens eines Wolfsgartens war das kreuzförmige Aufstellen von etwa 600 Meter langen Holzzäunen mitten im Wald, in dessen Richtung der Wolf getrieben wurde. Am Schnittpunkt der Zäune, auf den sich das Tier zwangsläufig zubewegte, befand sich eine mit Reisig überdeckte Fanggrube. Gelegentlich soll ein lebendes Schaf als Köder eingesetzt worden sein.

## Ende der Jagd im Erzgebirge
Wolfstreibjagden waren nur im Winter möglich, da die Spuren der Tiere im Schnee ihren Aufenthaltsort erkennen ließen. Für die Bauern war das Treiben sehr anstrengend und auch mit Gefahren verbunden. Daher empfanden die Bauern die Verpflichtungen zur Teilnahme als Treiber besonders belastend. In den folgenden Jahrzehnten ging die Zahl der Wolfsjagden vor allem auf Grund der sinkenden Wolfspopulation in der Gegend zurück. Der letzte Wolf im Erzgebirge wurde beim Jägerhaus im Jahr 1816 erlegt.
Neben der Forstrevierbezeichnung Wolfsgarten erinnert der Straßenname Wolfsgrubensteig zwischen Bockau und Lauter an die Fanganlagen im westlichen Erzgebirge. Auch andere Orts-, Gewässer- und Lagebezeichnungen im Erzgebirge erinnern bis heute an das frühere Vorkommen von Wölfen, so Wölfeberg, Wolfseifenbach und Wölflebächel in Wilzschmühle.